# Кабесарадос
Кабесарадос (ісп. Cabezarados) — муніципалітет в Іспанії, у складі автономної спільноти Кастилія-Ла-Манча, у провінції Сьюдад-Реаль. Населення — 350 осіб (2010).
Муніципалітет розташований на відстані близько 180 км на південь від Мадрида, 35 км на південний захід від Сьюдад-Реаля.

## Демографія
Динаміка населення (INE ):

## Галерея зображень

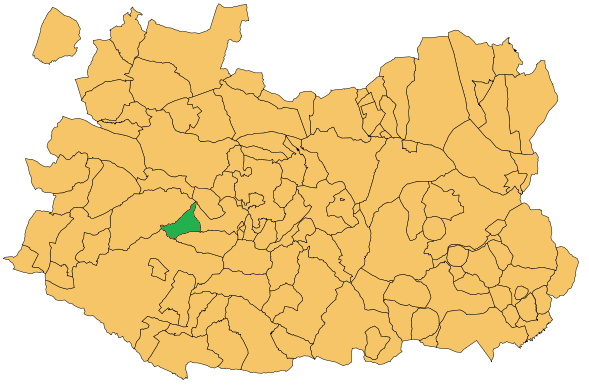
Розташування муніципалітету у провінції Сьюдад-Реаль